# Desmetoxiangonina
Desmetoxiangonina, desmetoxiyangonina ou 5,6-desidrocavaína é uma das seis principais kavalactonas encontradas na planta Piper methysticum (kava).

## Farmacologia
A desmetoxiangonina é uma substância que atua como inibidor reversível da enzima monoamina oxidase B (MAO-B). Kava é capaz de aumentar os níveis de dopamina no núcleo accumbens e a desmetoxiangonina provavelmente contribui para esse efeito. Isto, juntamente com várias outras catecolaminas, pode ser responsável pelos supostos efeitos de promoção da atenção da kava.
Ao contrário das outras cavalactonas principais, a desmetoxiyangonina não parece atuar como um modulador alostérico positivo para o receptor GABAA.
A desmetoxiangonina tem atividade marcante na indução do CYP3A23.